# André Silva (jogador de rugby)
André Luiz Muniz da Silva (22 de março de 1988), conhecido como Boy,  é um jogador de rugby union brasileiro.

## Carreira
Boy integrou o elenco da Seleção Brasileira de Rúgbi de sete que ficou em 12.° lugar na Rio 2016.